# Yabu

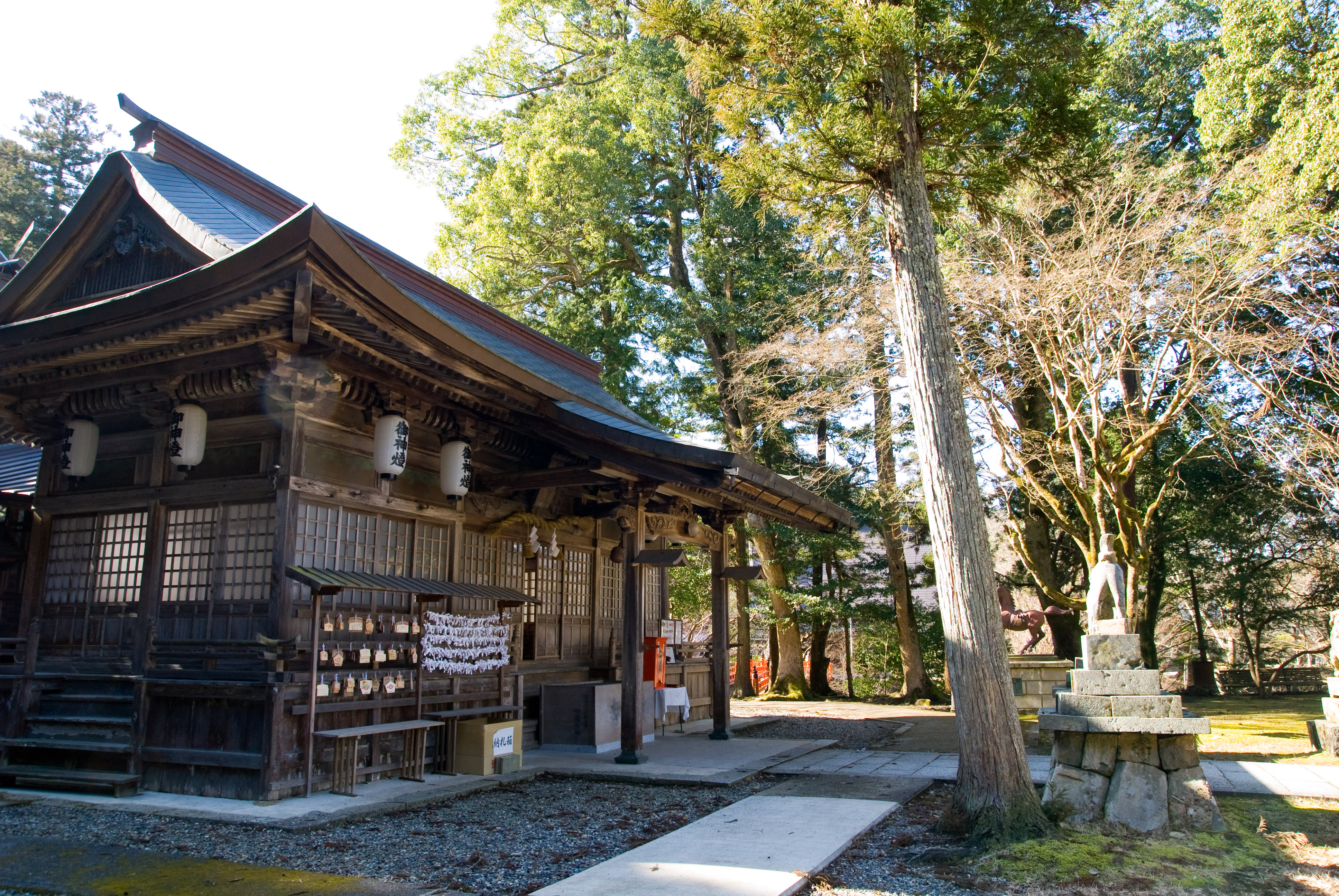

Yabu (養父市 Yabu-shi?) este un municipiu din Japonia, prefectura Hyōgo.